# Micropolifonie
Micropolifonia reprezintă un tip de sintaxă muzicală polifonică elaborată de György Ligeti, care constă în mișcarea în tempouri sau ritmuri diferite a mai multor linii melodice dense, rezultând astfel pe verticală efecte de cluster.     Potrivit lui David Cope, „micropolifonia seamănă cu acordurile de custer, dar diferă prin faptul că vocile sunt surprinse în mișcare, și nu statice“; este "o simultaneitate a diferitelor linii, ritmuri și timbruri " (Cope 1997) . 

Diferențele dintre textura micropolifonică și textura polifonică convențională pot fi explicate prin propria descriere a lui Ligeti: 
„Din punct de vedere tehnic, întotdeauna am abordat textura muzicală prin scrierea parțială. Atât Atmosphères, cât și Lontano au o densă structură canonică. Nu se poate auzi, însă, polifonia, canonul. Se aude un fel de textură impenetrabilă, ceva asemănător unei pânze de păianjen foarte dense. Am reținut linii melodice în procesul compoziției, ele sunt guvernate de reguli la fel de stricte precum cele ale lui Palestrina sau a celor din cadrul Școlii Franco-flamande, dar regulile acestui tip de polifonie sunt elaborate de mine. Structura polifonică nu este distinctivă, nu se poate auzi, ci rămâne ascunsă într-o lume microscopică, subacvatică, pentru noi de nerecunoscut. Eu o numesc micropolifonie (un cuvânt atât de frumos!) (Ligeti, citat din Bernard 1994, 238. ).”
 Primele exemple de micropolifonie din opera lui Ligeti apar în partea a doua (măsurile 25-37) a compoziției sale orchestrale Aparițiile (Steinitz 2003, 103). De asemenea, următoarea sa lucrare, Atmosphères pentru orchestră, prima parte a Requiemului de mai târziu pentru soprană, mezzo-soprană, cor mixt și orchestră, neegalata lucrare corală Lux aeterna și Lontano pentru orchestră, prezintă utilizarea acestei tehnici. Microcopolifonia este mai facilă de utilizat cu ansambluri mai mari sau cu instrumente polifonice precum pianul (Cope 1997, 101), deși Poème symphonique pentru o sută de metronoame creează "o micropolifonie de complexitate inegalabilă" (Griffiths 2001). Multe dintre piesele pentru pian semnate de Ligeti sunt exemple de micropolifonie aplicată structurilor ritmice derivate din sistemele complexe "minimaliste" ale lui Steve Reich și muzicii Pygmy . 

## Alte informații
- Drott, Eric (2011). "Lines, Masses, Micropolyphony: Ligeti's Kyrie and the 'Crisis of the Figure'. Perspectives of New Music 49, no. 1 (Winter): 4-46.